# Francis M. Beaudette

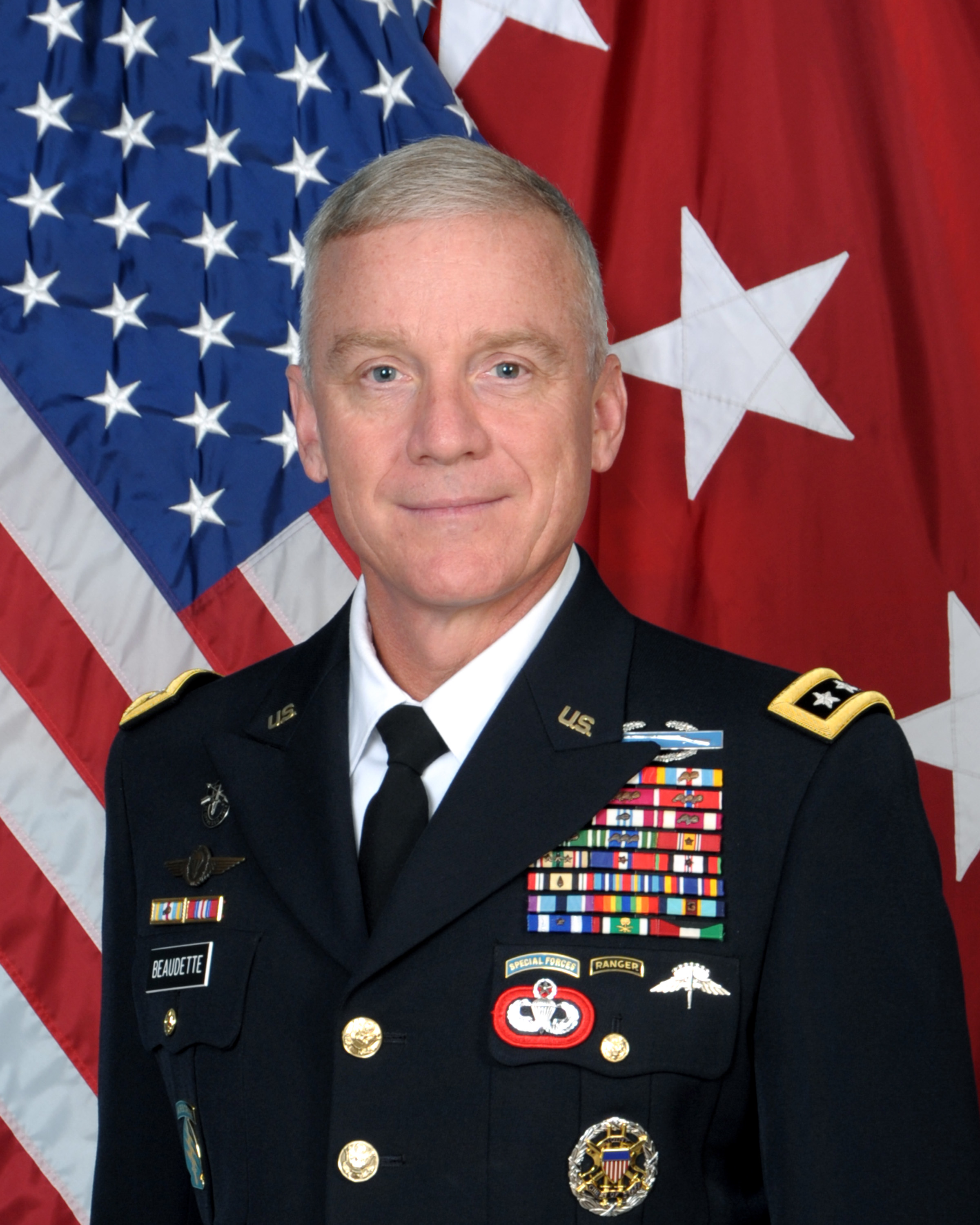
Francis M. Beaudette (2018)

Francis Michel Beaudette (* um 1967) ist ein pensionierter Generalleutnant der United States Army. Er war unter anderem Kommandeur des United States Army Special Operations Commands.
Über das ROTC-Programm der Militärschule The Citadel in Charleston in South Carolina gelangte er im Jahr 1989 in das Offizierskorps des US-Heeres. In der Armee durchlief er anschließend alle Offiziersränge vom Leutnant bis zum Drei-Sterne-General.
Im Lauf seiner militärischen Karriere absolvierte Beaudette verschiedene Kurse und Schulungen. Dazu gehörten unter anderem das Command and General Staff College und das United States Army War College.
Im Verlauf seiner militärischen Karriere war er zumeist, aber nicht ausschließlich, bei Sondereinheiten tätig. Er nahm in unterschiedlichen Funktionen am Zweiten Golfkrieg, am Irakkrieg und am Krieg in Afghanistan teil. Neben mehreren Versetzungen in den Irak und nach Afghanistan war er zwischenzeitlich auch in einigen afrikanischen Staaten, im Kosovo, in Jordanien und auf den Philippinen stationiert. In den Philippinen kommandierte Beaudette das Joint Special Operations Task Force - Philippines vom 24. Juni 2011 bis zum 28. Juni 2012.
Er kommandierte Einheiten der amerikanischen Heeres-Sonderverbände (Special Commands) auf fast allen Ebenen. Viele dieser Kommandostellen befanden sich in den oben erwähnten Staaten. Zudem bekleidete er Aufgaben als Stabsoffizier bei diesen Einheiten. Zu den wenigen Aufträgen Beaudettes, die nicht mit solchen Sonderverbänden in Verbindung standen, zählen Versetzungen zum Stab der 1. Panzerdivision und zum Stab des United States Central Commands. Später war er Stabsoffizier beim United States Joint Special Operations Command, womit er zu den Sondereinheiten zurückkehrte.
In den Jahren 2017 und 2018 kommandierte Francis Beaudette das 1st Special Forces Command (Airborne), bei dem es sich um einen Sonderverband im Bereich von Luftlandeoperationen handelt. Die Soldaten des Commands werden gelegentlich auch als Green Berets bezeichnet. Das Command selbst untersteht dem United States Army Special Operations Command. Am 8. Juni 2018 erhielt Francis Beaudette das Kommando über diesen übergeordneten Verband. Dieses Kommando behielt er bis zu seinem Ruhestand ab 13. August 2021. Jonathan P. Braga trat seine Nachfolge an. Im Jahr 2019 machte er Schlagzeilen, als er einem ehemaligen Soldaten, der wegen Vergehen in Afghanistan verurteilt worden war, zwischenzeitlich aber vom damaligen Präsidenten Donald Trump begnadigt wurde, die vom Soldaten geforderte Rückgabe seiner Orden verweigerte.
Seit seiner Pensionierung arbeitet Francis Beaudette für einige Stiftungen.

## Orden und Auszeichnungen
Francis Beaudette erhielt im Lauf seiner militärischen Laufbahn unter anderem folgende Auszeichnungen:
- Army Distinguished Service Medal
- Defense Superior Service Medal
- Legion of Merit
- Bronze Star Medal
- Defense Meritorious Service Medal
- Meritorious Service Medal
- Army Commendation Medal
- Army Achievement Medal
- Joint Meritorious Unit Award
- Valorous Unit Award
- National Defense Service Medal
- Southwest Asia Service Medal
- Kosovo Campaign Medal
- Afghanistan Campaign Medal
- Iraq Campaign Medal
- Global War on Terrorism Expeditionary Medal
- Global War on Terrorism Service Medal
- Humanitarian Service Medal
- NATO-Medaille
- Kuwait Liberation Medal (Saudi-Arabien)
- Kuwait Liberation Medal (Kuwait)